# Grabownica (przystanek kolejowy)
Grabownica – dawny wąskotorowy przystanek osobowy w Grabownicy, w gminie Milicz, w powiecie milickim; w województwie dolnośląskim, w Polsce. Został otwarty w 1894 roku. Zamknięty w 1991 roku.